# Bythinella austriaca
Bythinella austriaca is een slakkensoort uit de familie van de Hydrobiidae. De wetenschappelijke naam van de soort is voor het eerst geldig gepubliceerd in 1857 door Frauenfeld.